# Xian de Jinzhai
Le xian de Jinzhai (金寨县 ; pinyin : Jīnzhài Xiàn) est un district administratif de la province de l'Anhui en Chine. Il est placé sous la juridiction de la ville-préfecture de Lu'an.

## Démographie
La population du district était de 631 044 habitants en 1999.